# Sikepnékatik
Sikepnékatik (Segepenegatig), jedan od sedam distrikata Micmac Indijanaca koji se nalazi u središnjem dijelu kanadske provincije Nova Škotska.
Na području distrikta danas živi četiri bande, to su: Kampalijek (Annapolis Valley First Nation), Pesikitk (Glooscap First Nation, prije Horton First Nation), Sipekníkatik (Shubenacadie First Nation), Wékopekwitk (Millbrook First Nation)